# Kiểm soát quần thể
Kiểm soát số lượng động vật hay còn gọi là kiểm soát quần thể là những chương trình, hành động có mục hạn chế kích thước của một quần thể động vật để có thể quản lý được, trái ngược với hành động bảo vệ một loài khỏi nạn tuyệt chủng thường được gọi là bảo tồn sinh học. Theo nghĩa chung nhất, kiểm soát dân số là việc làm thay đổi nhân tạo kích thước của bất kỳ dân số nào, tuy nhiên, việc kiểm soát dân số đối với con người thường có phạm vi khác, đề cập đến công tác kế hoạch hóa gia đình.

## Các nhân tố
Các nhân tố ảnh hưởng đến kiểm soát quần thể rất đa dạng với nhiều tác nhân khác nhau, trong đó, ngày nay, ảnh hưởng từ con người là trực tiếp và đáng kể. Việc kiểm soát quần thể còn thông qua các hoạt động loại thải và vận chuyển các loài. Những tác nhân sinh học chính ảnh hưởng đến sự phát triển của quần thể có thể kể đến là:
- Nguồn thức ăn: Số lượng và chất lượng nguồn thức ăn sẵn có là nhân tố ảnh hưởng quan trọng nhất đến các quần thể tự nhiên, ở nơi đâu có nhiều nguồn thức ăn sẵn có dồi dào thì ở đó quần thể muông thú có điều sinh sinh sôi nảy nở và gia tăng về số lượng
- Thú săn mồi (thiên địch): Khi một quần thể con mồi gia tăng thì tạo điều kiện cho những kẻ săn mồi dễ dàng tìm kiếm được con mồi, và có nguồn thức ăn có thể kiếm được, từ đó những con thú săn mồi ngày càng nhiều (câu nói: nơi đâu có dấu chân của thú móng guốc thì nơi đó có dấu vết của thú móng vuốt), các loài thú săn gia tăng sẽ giúp kiểm soát và cân bằng sinh thái (theo phương trình con mồi và kẻ săn mồi)
- Cạnh tranh sinh học hay đấu tranh sinh tồn: Mức độ cạnh tranh sinh học gia tăng sẽ có ảnh hưởng nhất định đến số lượng quần thể, tuy vậy nó cũng giúp nâng cao chất lượng của quần thể động vật, bằng việc đào thải những cá thể ốm yếu quặt quẹo để giữ lại những cá thể có phẩm chất tốt nhất, chống chịu kiên cường nhất
- Ký sinh trùng: Ký sinh trùng là nguồn cơn của các bệnh tật và đại dịch trong quần thể thông qua việc gây hại trực tiếp hoặc là tác nhân lây lan, nếu trong khu vực khi số lượng mật độ ký sinh trùng tăng mạnh thì ảnh hưởng rất lớn đến số lượng quần thể

Riêng đối với các quần thể thủy sinh, những nhân tố ảnh hưởng đến quần thể và đời sống của các loài thủy sinh là:
- Nhiệt độ nước: Nhiện độ nước ảnh hưởng rất lớn đến số lượng các loài thủy sinh, làm gia tăng hoặc suy giảm quần thể
- Nồng độ dưỡng khí (oxy): Nồng độ dưỡng khí cao và sạch là tác nhân giúp tăng quần thể các loài thủy sinh
- Ánh sáng: Độ chiếu sáng cũng là nhân tố quan trọng trong việc kiểm soát quần thể
- Độc tố và tảo: Ảnh hưởng cao đến quần thể, những nơi môi trường nước ô nhiễm, bẩn thỉu thì quần thế sinh vật khó phát triển mạnh, trừ những loài hợp với môi trường này.